# Dalmiro Cuéllar Ayala
Dalmiro Cuellar (25 de enero de 1978, San Juan de la Vertiente, municipio de Villa Montes, Departamento de Tarija), es un cantante boliviano de música folclórica. El estilo musical que interpreta es típico de la región del Chaco boliviano. Su carrera musical se inició a los 16 años de edad, cuando se integró a diferentes grupos folclóricos. El artista, que para sus actuaciones en los escenarios se viste con el traje típico de los gauchos del Chaco, además realiza una serie de giras dentro y fuera de Bolivia, tanto como país de Argentina entre otros.

## Discografía
- Así es mi pago
- Costumbres de mi tierra
- El criollo
- Chaco sin fronteras
- Chaqueñamente (2010)
- Voy a seguir adelante